# Simon Lake
Pour les articles homonymes, voir Lake.
Simon Lake (4 septembre 1866- 23 juin 1945) était un ingénieur et inventeur américain, concepteur des premiers sous-marins modernes.

## Biographie
Simon Lake nait le 4 septembre 1866 à Pleasantville dans le  New Jersey].
Il a conçu divers modèles de sous-marins, incluant :
- En 1894 : L'Argonaute Junior ;
- En 1895 : L'Argonaute ;
- En 1901 : Le Protector, qui avait des avions de plongés et qu'il vendit à la Russie en 1904 ;
- En 1907  :i l construit le Defender ;
- En 1912 il construit l'USS G-1 (SS-19½) et fonde avec John Philip Holland la  Lake Torpedo Boat Company à Bridgeport dans le Connecticut ;
- En 1917 il construit le USS O-12 (SS-73) pour la Lake Torpedo Boat Company qui deviendra en 1931 le Nautilus ;
- Il construisit 24 sous-marins pour la marine américaine pendant et après la Première Guerre mondiale et par la suite des sous-marins pour la Russie, l’Allemagne et l’Angleterre et conçut un système pour localiser et relever les submersibles coulés ;
- 1936 : il construit l'Explorer, un sous-marin roulant ;
- Il disparaît le 23 juin 1945 à Milford dans le Connecticut à l’âge de 79 ans.